# Kira Izuru
Kira Izuru (吉良 イヅル; Hepburn: Izuru Kira) egy kitalált szereplő Kubo Tite Bleach című manga- és animesorozatában. Izuru a történetben a Lelkek Világban él, mint halálisten. A 3. osztag hadnagya, kapitánya egykor Icsimaru Gin volt, aki elárulta a Lelkek Világát, s Aizen Szószukéval és Tószen Kanaméval távoztak. Korábban már a 4. és az 5. osztag tagja volt. Még a Halálisten Akadémián ismerkedett meg Abarai Rendzsivel és Hinamori Momoval, akikkel azóta is jó barátok. Lélekölő kardját Vabiszuke-nak hívják.

## Élettörténet
Kira Izuru egy nemesi családban született a Lelkek Világában, szülei egyetlen gyermekeként, akik még fiatal korábban hunytak el. Aznap, amikor megkezdte az akadémiai éveit, akkor találkozott először Abarai Rendzsivel, akivel azóta is jó barátok. Akadémiai évei alatt kitűnő tanulmánnyal rendelkezett, él tanuló is volt. Egy osztályba járt Rendzsivel, valamint Hinamori Momoval. Aznap tökéletesen teljesítette a Kido feladatát, amiért Rendzsi berágott, s rajta vezette le dühét, de utána bocsánatot kért tőle. Akkor látogatott még el a későbbi két áruló kapitány, Aizen Szószuke és Icsimaru Gin. 2 hónappal később az osztály az Emberek Világába ment gyakorlatra, vezetőjük Hiszagi Shuhei, Kaniszava és Aoga, az utóbbi kettő meg is halt a gyakorlaton, amikor váratlanul egy lidérc bukkant fel. Izuru Rendzsivel és Momoval volt egy csapatban, akik Súhei-t védték, miközben azt parancsolta mindenkinek, hogy meneküljenek. Menekülésűkor megjelent több Lidérc, akik végezni akartak velük, de Aizen és Icsimaru jöttek, s Gin intézte el a Lidérceket, Aizen pedig megdicsérte a tanulókat.
Az érettségi után Izuru, Rendzsi és Momo az 5. osztagba kerültek. Izuru addig maradt ott, amíg Icsimaru Gin a 3. osztag kapitánya nem lett. Később Súhei-el együtt a 4. osztagba kerültek, ahonnan később a 3. osztagba kerül, mint hadnagy. A 4. osztagban töltött ideje alatt gyógyítani is megtanult.

## Kapcsolatai és személyisége
Izuru fiatal korábban vesztette el szüleit, más élő rokonáról nem tudni. A többi Halálistennel szemben barátságos, de legjobban barátsága még mindig Rendzsihez és Momohoz, majd Shuhei-hez is fűzi. Személyisége az akadémiai évei óta megváltozott: komolyabb, felelősképes. Amikor meg kellett védenie kapitányát Momo támadásától, nem szándékozott harcolni vele, de kényszerítette a lány, amiért később bűntudata volt. Habár barátaihoz és kapitányához is egyformán hű, ez nem ismer határokat. 
Az Avirama Redder elleni harcában már sokkal komolyabban harcol. Megpróbál higgadtabb maradni, s taktikát kidolgozni. Nem szeret harcolni, de ezzel megmutatja kíméletlen tehetségét. 
Izuru imádja a szakét. Nem szereti a datolyát.

## Külső jellemzés
Izuru 173 cm magas, 56 kg. Széles, izmos válla van. Arca ovális, álla hegyes, orra nagy. Szemöldöke (látszólag) vékony. Szemei kicsik, kék színűek. A haja szőke színű, amit hátrafésülve hord, elől a bal szemét takarja a haja. Legtöbbször a Halálisten egyenruhában látjuk, oldalán hordva kardhüvelyében a Lélekölő kardját.

## A sorozatban való szereplésének áttekintése
Izuru a Lelkek Világa: Lopakodó támadás-fejezet-ben jelenik meg először (2. évad 1. rész), amikor Kuroszaki Icsigo és társai a Lelkek Világába érkeznek, s megküzd Dzsidanbóval. Izuru is részt vesz Icsigo-ék elfogásában, de túl sok szerepe nem lesz. Később - miután Icsigoék legyőzték néhány halálistent - egy gyűlésen is jelen lesz, ahol közlik ezt a tényt. 
Később - miután Rendzsi vereséget szenvedett Icsigo ellen - ő és osztaga néhány embere viszik vissza az osztagához, ahol Momoval van vele. Mondja is neki, hogy ha hamarabb ért volna oda, segíthetett volna neki. Amikor mondja, hogy majd a 4. osztagból hív majd valakit meggyógyítani Rendzsi, Kucsiki Bjakuja megjelenik és ellenzi a hallottakat, amiért Momo szóvá teszi, de Izuru leállítja, s elnézést kérnek.
Később, Momo sikolyát hallva Macumoto Rangikuval, Hiszagi Súheiel és Iba Tecuzaemonnal a helyszínre mennek, s ők is meglátják, hogy Aizen Szószukét 'meggyilkolták'. Icsimaru is a helyszínre ér, aki gyanúsan viselkedik, amit Momo vett észre, Izuru védte a támadását. Emiatt harcba kényszerült, de Hicugaja Tósiró állította le őket, s bebörtönözték őket, ahonnan Icsimaru kihozta. Aznap este Tósiró együtt látja őket, aki sejtette, hogy kinyitva a cellát engedte ki Izurut Gin. Momo is megérkezik, akit Tósiró megütött véletlenül. Izuru figyeli a két kapitány harcát, de Tósiró csapása őt is eléri. 
Másnap a 46-ok tanácsánál Tósirót és hadnagyát ott találja, akik kérdőre vonják, hogy ő ölte meg, de ő elmenekül. A rövid üldözés során értesíti Tósirót, hogy Momo nincs már a gyengélkedőn, amiért Tósiró siet megkeresni Momot, míg Izuru Rangiku ellen harcol, de veszít. 1 héttel később meglátogatja Rangikut, s elnézést kér a történtekért.
A Bountok érkezésekor őt, Macumoto Rangikut, Hiszagi Súheit és Ajaszegava Jumicsikát Hicugaja Tósiró az Emberek Világába küld, hogy segítse Icsigóékat. Izuru odaérve Kuroszaki Icsigónak segít, ellenfele Koga Go és bábja, Dark. Darkot sikerül legyőznie, majd miután Koga elment, elkíséri Icsigot és sérült társát, Aszano Keigót az Urahara vegyesboltba. Érdeklődik Rendzsi után, majd miután végzet, folytatja küldetését. Rangikuval és Súheiel a Bountok rejtekhelyére mennek, ahol Jumicsika már ott van, s bemennek. Ott az egyik Bount, Ugaki bábjával, Gezellel harcolnak. Külön válva Súhei-el csapdába esnek, s majdnem meg is halnak. Később Icsigót és Redzsit segítse legyőzzik a bábot, de a barlang beomlása miatt Súheiel együtt elválasztja őket Icsigoéktól, s külön utakon mennek tovább. Miután Isida Urjú kinyitotta a báboknak a Lelkek Világába vezető kaput, Rendzsivel és Jumicsikával odamennek.
Visszatérve a Lelkek Világába a bejáratokat védi a többi halálistennel.

## Fordítás
Ez a szócikk részben vagy egészben  a   List_of_Soul_Reapers_in_Bleach#Izuru_Kira című angol Wikipédia-szócikk fordításán alapul.  Az eredeti cikk szerkesztőit annak laptörténete sorolja fel. Ez a jelzés csupán a megfogalmazás eredetét és a szerzői jogokat jelzi, nem szolgál a cikkben szereplő információk forrásmegjelöléseként.

## Külső hivatkozások
- Bleach Wikia